# Bitschwiller-lès-Thann
Bitschwiller-lès-Thann je občina v departmaju Haut-Rhin francoske regije Alzacija.
Leta 2008 je v občini živelo 2.119 oseb oz. 168 oseb/km².